# Адам (биљка)
Адам (лат. Alocasia) је род крупнолисних зељастих биљака из породице козлаца (Araceae), распрострањен у југоисточној Азији, Аустралији, Океанији и Јужној Америци. Род адама обухвата око 70 врста.
Најпознатије врсте су Alocasia cucullata, Alocasia macrorrhizos и Alocasia odora. Поједине врсте и хибриди адама узгајају се и као украсне (собне) биљке. Кртоле биљака су јестиве, али због велике количине кристала оксалне киселине може доћи до отока језика и ждрела, отежаног дисања, чак и халуцинација.

## Карактеристике представника
Биљке рода адама су зељасте вишегодишње геофите, са подземним стаблом у виду ризома или кртоле. Листови су са широком и великом лисном плочом, која достиже дужину и до 90 cm. Облик лисне плоче је срцаст или копљаст. Цваст је грађена типично за фамилију козлаца — клип (спадикс) са спатом. Спата је беле до беж боје. У доњем делу цвасти налазе се женски цветови, изнад којих се налазе стерилни мушки цветови (са стаминодијама уместо прашника), а изнад њих се налазе фертилни мушки цветови.

## Адам и ева
Веома карактеристична појава за собне врсте адама је гутација — избацивање капи воде са врхова листова („плач адама"). Гутација омогућава несметан проток воде кроз биљку у условима повећане влажности ваздуха у тропским шумама, када је стоматерна транспирација отежана. Ова појава је и у собним условима чешћа при редовном заливању и повећаној влажности ваздуха. Смањење влажности ваздуха до којег долази приликом повећања броја биљака смањује и интензитет гутације, што се дешава при додавању још једне биљке рода Alocasia или неког другог рода из фамилије козлаца у близину већ узгајаног адама. Придодата биљка назива се „евом" по аналогији са библијским личностима, јер смањује „тугу“ или „плач“ адама.

## Врсте
Признате врсте из рода Alocasia:
- Alocasia acuminata Schott
- Alocasia aequiloba N.E.Br.
- Alocasia alba Schott
- Alocasia arifolia Hallier f.
- Alocasia atropurpurea Engl.
- Alocasia augustiana L.Linden & Rodigas
- Alocasia baginda Kurniawan & P.C.Boyce
- Alocasia balgooyi A.Hay: (Sulawesi)
- Alocasia beccarii Engl.: (Malaysia)
- Alocasia boa A.Hay: (New Guinea)
- Alocasia boyceana A.Hay: (Philippines)
- Alocasia brancifolia (Schott) A.Hay
- Alocasia brisbanensis (F.M.Bailey) Domin
- Alocasia cadieri Chantrier
- Alocasia celebica Engl. ex Koord
- Alocasia clypeolata A.Hay
- Alocasia cucullata (Lour.) G.Don in R.Sweet
- Alocasia culionensis Engl.
- Alocasia cuprea K.Koch
- Alocasia decipiens Schott
- Alocasia decumbens  Buchet
- Alocasia devansayana (L.Linden & Rodigas) Engl.)
- Alocasia fallax Schott
- Alocasia flabellifera A.Hay
- Alocasia flemingiana Yuzammi & A.Hay
- Alocasia fornicata (Roxb.) Schott
- Alocasia gageana Engl. & K.Krause in H.G.A.Engler
- Alocasia grata Prain ex Engl. & Krause in H.G.A.Engler
- Alocasia hainaica N.E.Br.
- Alocasia heterophylla (C.Presl) Merr.
- Alocasia hollrungii Engl.
- Alocasia hypnosa J.T.Yin, Y.H.Wang & Z.F.Xu
- Alocasia hypoleuca P.C.Boyce
- Alocasia infernalis P.C.Boyce
- Alocasia inornata Hallier f.
- Alocasia jiewhoei V.D.Nguyen
- Alocasia kerinciensis A.Hay
- Alocasia lancifolia Engl.
- Alocasia lauterbachiana (Engl.) A.Hay
- Alocasia lecomtei Engl.
- Alocasia longiloba Miq.
- Alocasia macrorrhizos (L.) G.Don in R.Sweet
- Alocasia megawatiae Yuzammi & A.Hay
- Alocasia maquilingensis Merr.
- Alocasia melo A.Hay
- Alocasia micholitziana Sander
- Alocasia minuscula A.Hay
- Alocasia monticola A.Hay
- Alocasia navicularis (K.Koch & C.D.Bouché) K.Koch & C.D.Bouché
- Alocasia nebula A.Hay
- Alocasia nicolsonii A.Hay
- Alocasia nycteris Medecilo, G.C.Yao & Madulid
- Alocasia odora (Lindl.) K.Koch
- Alocasia pangeran A.Hay
- Alocasia peltata M.Hotta
- Alocasia perakensis Hemsl.
- Alocasia portei Schott
- Alocasia princeps W.Bull
- Alocasia principiculus A.Hay
- Alocasia puber (Hassk.) Schott
- Alocasia puteri A.Hay
- Alocasia pyrospatha A.Hay
- Alocasia ramosii A.Hay
- Alocasia reginae N.E.Br.
- Alocasia reginula A.Hay
- Alocasia reversa N.E.Br.
- Alocasia ridleyi A.Hay
- Alocasia robusta M.Hotta
- Alocasia sanderiana W.Bull
- Alocasia sarawakensis M.Hotta
- Alocasia scabriuscula N.E.Br.
- Alocasia scalprum A.Hay
- Alocasia simonsiana A.Hay
- Alocasia sinuata N.E.Br.
- Alocasia suhirmaniana Yuzammi & A.Hay
- Alocasia venusta A.Hay
- Alocasia vietnamensis V.D.Nguyen[2]
- Alocasia wentii Engl. & K.Krause
- Alocasia wongii A.Hay
- Alocasia zebrina Schott ex Van Houtte